# Косінор
Косінор або косінор-аналіз — метод обробки коротких тимчасових, заснований на наближенні часового ряду косінусоїдою.
При косінор-аналізі обчислюються три основних параметри: мезор (середнє значення або рівень), амплітуда коливання і акрофаза (момент часу, коли коливання досягає свого максимального значення). Наближення проводиться за методом найменших квадратів. Так само обчислюються похибки даних характеристик.
Косінор-аналіз застосовується в хронобиологии, хрономедицина і біоритмології.
Метод запропонований Францом Хальбергом в 1969 році.